# Feux de forêt de 2022 en Afrique du Nord et en Europe
Les feux de forêt de 2022 en Afrique du Nord et en Europe se produisent à partir de juin 2022  dans certaines parties de ces régions touchées par une vague de chaleur rendant les conditions propices à leur déclenchement par la foudre ou une cause humaine. Les principales zones sinistrées sont en France, Grèce, Maroc, Portugal et Espagne.

## Par pays

### Croatie
Trois grands incendies de forêt ont lieu le long de la côte adriatique du pays.

### Espagne

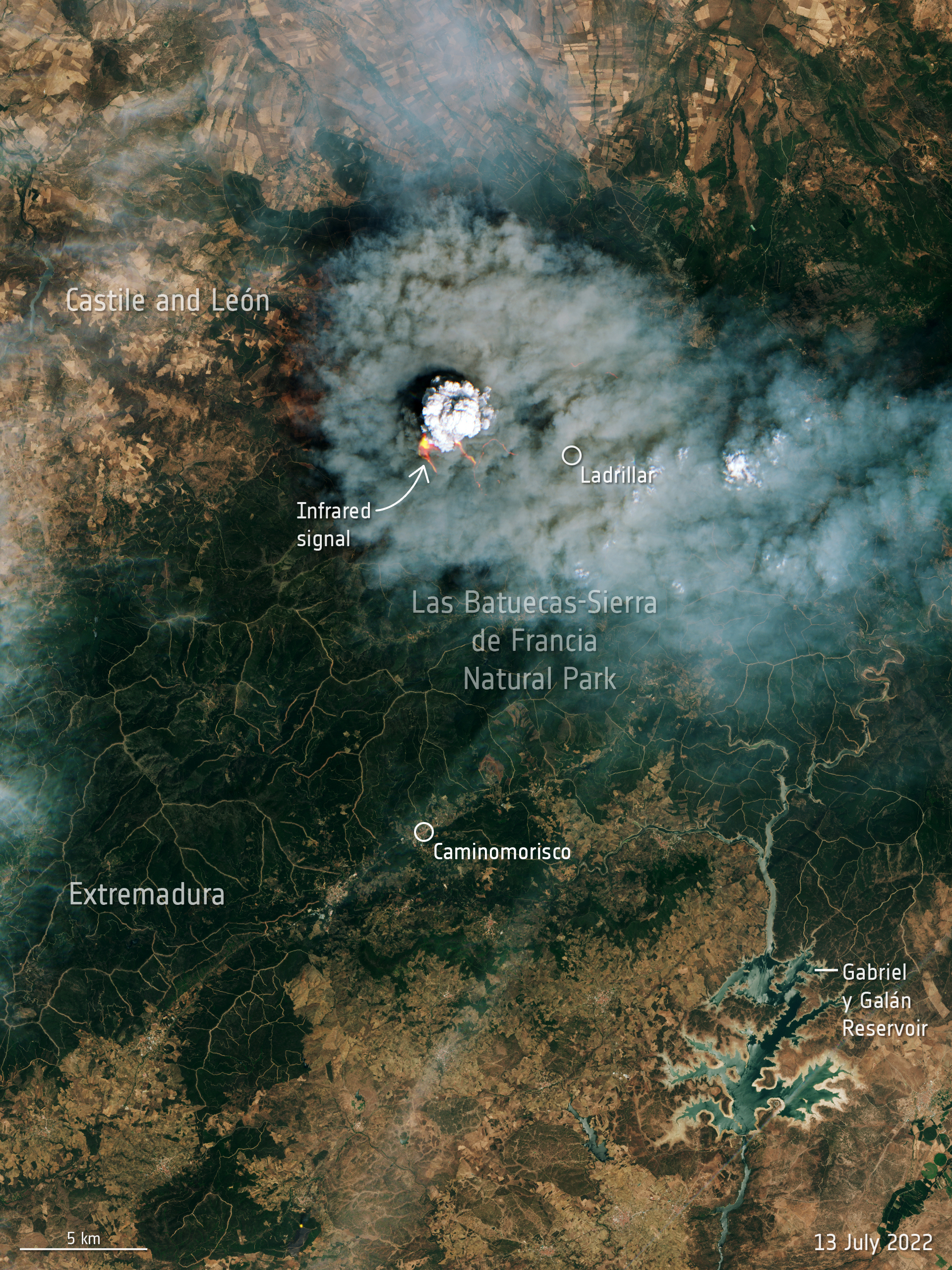
Feu de forêt près de Salamanque (Espagne).

Un feu de forêt dans les montagnes de la Sierra de Mijas contraint 2 300 personnes à fuir près de la Costa del Sol. En juillet, l'Estrémadure a connu des incendies de forêt qui se sont propagés à Salamanque en Castille-et-León et ont brûlé plus de 4 000 hectares.

### France
Le 7 juillet 2022, un feu de forêt majeur a ravagé la commune de Bordezac dans le Gard, détruisant plus de 700 hectares de végétation. Face à la menace, de nombreux habitants ont été évacués, tant à Bordezac qu'à Bessèges, pour leur sécurité. Aucune habitation n'a été endommagée, mais les dégâts causés à la nature sont considérables, marquant durablement le paysage et la biodiversité de la région.
Deux feux de forêt de grande ampleur se déclenchent à 1 h 30 d'intervalle le 12 juillet en Gironde, le premier dans la commune de Landiras et le second dans celle de La Teste-de-Buch. Ces feux de forêt conduisent à de très nombreuses évacuations, si bien que le 19 juillet au matin, 37 000 personnes ont été évacuées, et d'autres évacuations sont prévues.
Le 14 juillet, un feu de grande ampleur se répand sur le massif de la Montagnette dans les Bouches-du-Rhône, et menace la commune de Barbentane. Il subit plusieurs reprises après avoir été maîtrisé, et a parcouru au total 1 620 hectares et causé l'évacuation de 800 personnes à 1 000 personnes.
Le 17 juillet, une importante reprise du feu de La Teste-de-Buch est constatée, lequel atteint l'océan à la plage de La Lagune et brûle 2 000 hectares en 1 h 30. Le 19 juillet en milieu de matinée, la préfecture de Gironde signale que plus 19 000 hectares de végétation ont brûlé dans les deux feux de forêt (dont 6 500 hectares pour celui de La Teste-de-Buch et 12 800 hectares pour celui de Landiras). Plusieurs milliers de pompiers sont mobilisés.
Le 18 juillet dans la soirée, à la suite d'un nouveau changement de vents, le feu de La Teste-de-Buch subit une nouvelle reprise et prend la direction de la partie urbaine de la commune, ce qui conduit à des évacuations massives.
Le 18 juillet également, en fin d'après-midi, un important feu de forêt se déclare près de la commune de Brasparts dans le Finistère, obligeant à l'évacuation de 300 personnes. Plus de 1 700 hectares ont brûlé,, ce qui en fait le plus important incendie en Bretagne depuis 1976. Le feu a été causé par deux départs de feu distincts d'origine humaine, l'un manifestement criminel d'après la procureure de Quimper Carine Halley.
Le 23 juillet, le feu de La Teste-de-Buch est fixé, après avoir brûlé 7 000 hectares au total. Celui de Landiras, proche d'être fixé, a brûlé 13 800 hectares, ce qui porte le total de surfaces détruites par les flammes à 20 800 hectares en Gironde.
Le 26 juillet, deux feux se déclenchent à Gignac et Aumelas dans l'Hérault. Les deux feux se rejoignent et causent un nouvel incendie majeur. Il brûle 1 000 hectares de végétation, blesse cinq pompiers et cause l'évacuation de 280 personnes.
Le lendemain, le 27 juillet, les pompiers parviennent à contenir le feu de forêt de Gignac et Aumelas, mais d'autres départs de feu importants sont signalés autour d'Aubenas, en Ardèche. On apprend le même jour qu'un adjudant-chef des pompiers de Tain-l'Hermitage est décédé des suites d'un malaise, survenu alors qu'il combattait un feu de forêt vers Tarascon le 15 juillet. En tout, ce sont 1 200 hectares qui sont brûlés lors de ces feux, et un suspect est arrêté avant de reconnaître les faits en garde à vue.
Le 31 juillet, un feu de forêt se déclare vers 15h dans les environs d'Aubais dans le Gard, et se propage très vite dans la pinède. Des centaines de pompiers et cinq Canadair luttent tout l'après midi contre ce feu, qui est fixé la nuit suivante après avoir parcouru plus de 350 hectares et détruit plusieurs bâtiments.
Le 5 août, un feu de forêt est déclenché par des impacts de foudre au sud du Massif de la Chartreuse, entre Voreppe et Grenoble, sur un pan de montagne. Alors que la situation s'était stabilisée le 6 août, le feu reprend subitement le 7 août dans la nuit, descendant dans la vallée et menaçant des habitations. En journée du 7 août, des Canadair sont appelés en renfort et des évacuations commencent dans la vallée, alors que le feu se dirige vers Voreppe et des usines contenant du gaz. L'incendie est contenu le 9 août après avoir brûlé un peu plus de 130 hectares de forêts. Le 11 août, un autre feu de forêt de taille moindre se déclare au sud de l'agglomération grenobloise, sur la montagne du Petit Brion à Vif ; durant deux jours, il dévaste une vingtaine d'hectares et nécessite l'intervention d'une douzaine de camions-citerne,.
Le 7 août, deux puissants feux de forêt se déclenchent à Clefs-Val d'Anjou, dans la forêt de Pluge, dans le Maine-et-Loire, et à Mostuéjouls dans l'Aveyron. Au 10 août, les deux ne sont toujours pas maîtrisés. Celui de la forêt de Pluge a brûlé plus de 1 200 hectares, ses fumées se propagent jusque vers Nantes et sont visibles par satellite. Le feu de Mostuéjouls a, quant à lui, brûlé 700 hectares et nécessité l'évacuation de plus de 3 000 personnes par précaution, dans ce lieu assez touristique.

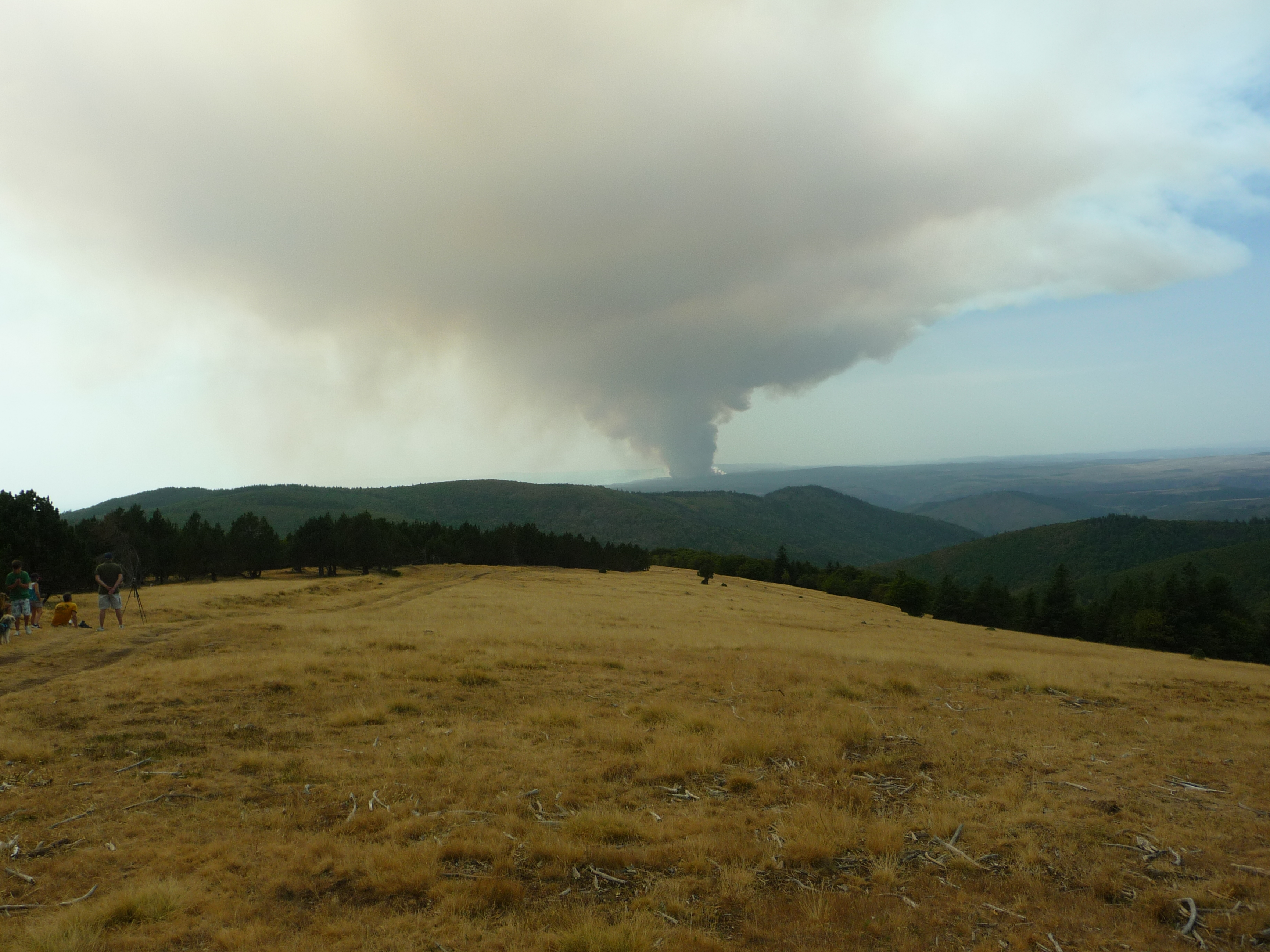
Incendie de Boyne et Mostuéjouls, vu depuis le mont Aigoual, en août 2022.

Le 9 août, une violente reprise du feu de forêt de Landiras, en Gironde, a lieu dans les environs d'Hostens, se propage rapidement et brûle plus de 6 000 hectares en moins de 24h. La commune de Belin-Béliet est frappée de plein fouet, avec au moins seize maisons détruites par les flammes. En tout, 5 800 personnes ont été évacuées et l'A63 est fermée, menacée par le feu.
Le 9 août tard en soirée, un départ de feu est signalé à Vescles, près du lac de Vouglans, dans le Jura, une région peu propice aux feux. Le lendemain dans la matinée, un feu virulent se déclenche non loin du premier foyer, à Cornod. Environ 300 habitants de Chavagna et Cernon sont évacués. En soirée du 11, deux hélicoptères bombardiers d'eau et quatre Canadair se relaient pour sauver le village de Cernon, entouré par les flammes. Après une accalmie à la suite des largages d'eau, le feu reprend le 13, en même temps qu'un autre feu important se déclenche à Montrevel. Le 14 au matin, la préfecture annonce que près de 1 100 hectares de végétation ont brûlé en cinq jours à la suite des trois feux qui ont sévi dans le sud du Jura.

#### Bilan
L'année 2022 a, de janvier à novembre, connu 284 feux de forêts qui ont rejeté 1 million de tonnes de CO2. La lutte contre les feux a mobilisé 10 000 sapeurs-pompiers chaque jour.

### Grèce
Des incendies de forêt ont éclaté le 14 juillet, affectant des zones proches de Préveza. Sept villages près de Réthymnon ont été évacués à cause des incendies.
Le 19 juillet, un incendie se déclare dans le massif du Pentélique, entraînant l'évacuation de plusieurs centaines d'habitants du nord-est de l'agglomération d'Athènes. Deux jours plus tard, un feu de forêt éclate au sein du parc national de Dadiá-Lefkími-Souflí, dans le nord-est du pays.
Le 23 juillet, un feu de forêt sur l'île de Lesbos entraîne l'évacuation de centaines de touristes et d’habitants.

### Maroc
De nombreux villages du nord du Maroc ont dû être évacués alors que les incendies se propageaient dans les provinces de Larache, Ouezzane, Taza et Tétouan. Un village entier de la région de Ksar el-Kebir a été détruit. Une personne est décédée dans un incendie.

### Portugal
La région de l'Algarve et les districts de Leiria et Santarém ont été les plus touchés par les incendies de forêt. Un pilote a trouvé la mort lorsque son avion s'est écrasé. En juillet, un total de 30 000 ha ont été brûlés par des incendies de forêt. À Leiria, un incendie a bloqué une partie de l'A1 qui va de Porto à Lisbonne. En Algarve, un incendie s'est déclaré dans la ville de Faro, qui s'est propagé à la station balnéaire de Quinta do Lago. Un incendie dans la municipalité de Palmela, dans la région métropolitaine de Lisbonne, a brûlé 400 ha de brousse et fait 12 blessés. Selon l'Autorité de la protection civile, au moins 135 personnes ont été blessées depuis le début des incendies de forêt et environ 800 personnes ont été évacuées de leurs maisons.

### Royaume-Uni
Le 23 avril, un grand incendie de forêt s'est déclaré à Canford Heath dans le Dorset. Vingt maisons ont été évacuées et une superficie d'environ 16,7 hectares a été incendiée,. Des dizaines d'animaux auraient été tués et le Dorset Wildlife Trust a déclaré qu'il faudrait 15 ans pour que la lande soit restaurée. Le 25 avril, les enquêteurs du Dorset & Wiltshire Fire and Rescue Service ont déclaré que l'incendie avait été déclenché délibérément,. Le 14 mai, un autre incendie se déclare dans la lande. Le 22 mai, un troisième incendie se déclare à la suite d'une intervention humaine.

### Tunisie
Le 19 juillet, un énorme incendie de forêt s'est déclaré au mont Bou Kornine dans la banlieue sud de Tunis, qui a suscité l'intervention d'hélicoptères bombardiers d'eau et d'un C-130 Hercules des forces aériennes tunisiennes, ainsi que d'une dizaine de véhicules de la protection civile et des gardes forestiers,. L'Algérie voisine annonce l'envoi de deux grands hélicoptères bombardiers d'eau et de vingt camions de pompiers à grande capacité, sur demande des autorités tunisiennes.

### Algérie
Des feux de forêt se sont déclarés dans plusieurs wilayas du nord-est de l'Algérie ont fait au moins une vingtaine de morts et plusieurs dizaines de blessés. Des centaines de familles ont dû fuir leurs habitations et des routes ont été coupées.